# L’amore non ha fine
L'amore non ha fine (рус. Любовь не имеет конца) — второй студийный альбом Валентины Джованьини, выпущенный в мае 2009 года.

## Об альбоме
«L’amore non ha fine» был записан после трагической гибели певицы в дорожно-транспортном происшествии, спустя несколько месяцев на лейбле Edel, все вырученные деньги от продаж данного диска пошли в фонд некоммерческой ассоциации, посвященной памяти Валентины Джованьини.

## Список композиций
1. L'amore non ha fine
2. L'altra metà della luna
3. L'attesa infinita
4. Continuamente
5. Voglio quello che sento
6. Non piango più
7. Bellissima idea
8. La mia natura
9. Non dimenticare mai
10. Nei silenzi miei
11. Sonnambula
12. Ogni viaggio che ho aspettato
13. Somewhere Over The Rainbow (призрак трек)
14. Hallelujah (призрак трек)